# Liste von Bergen im Nordpfälzer Bergland

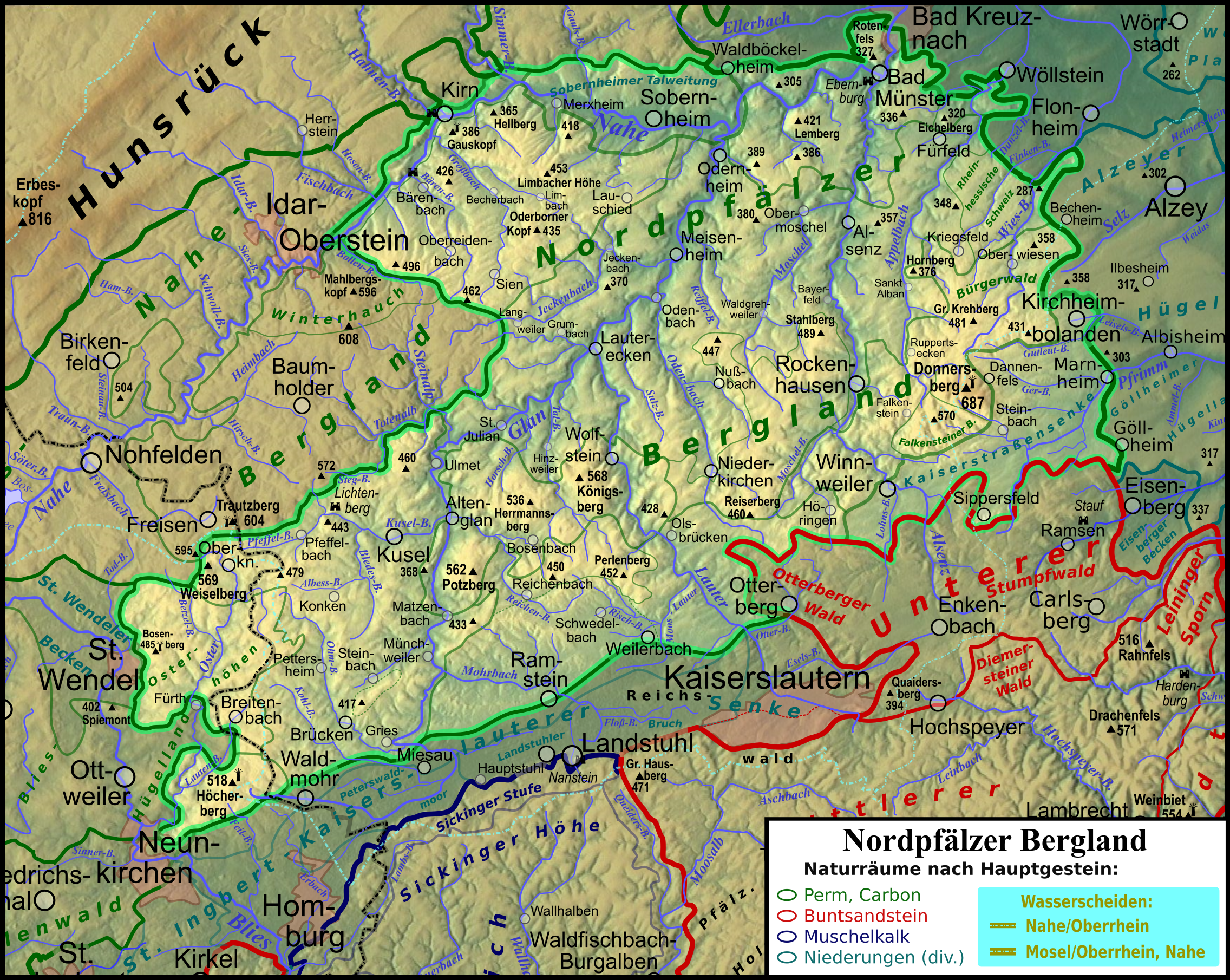
Nordpfälzer Bergland

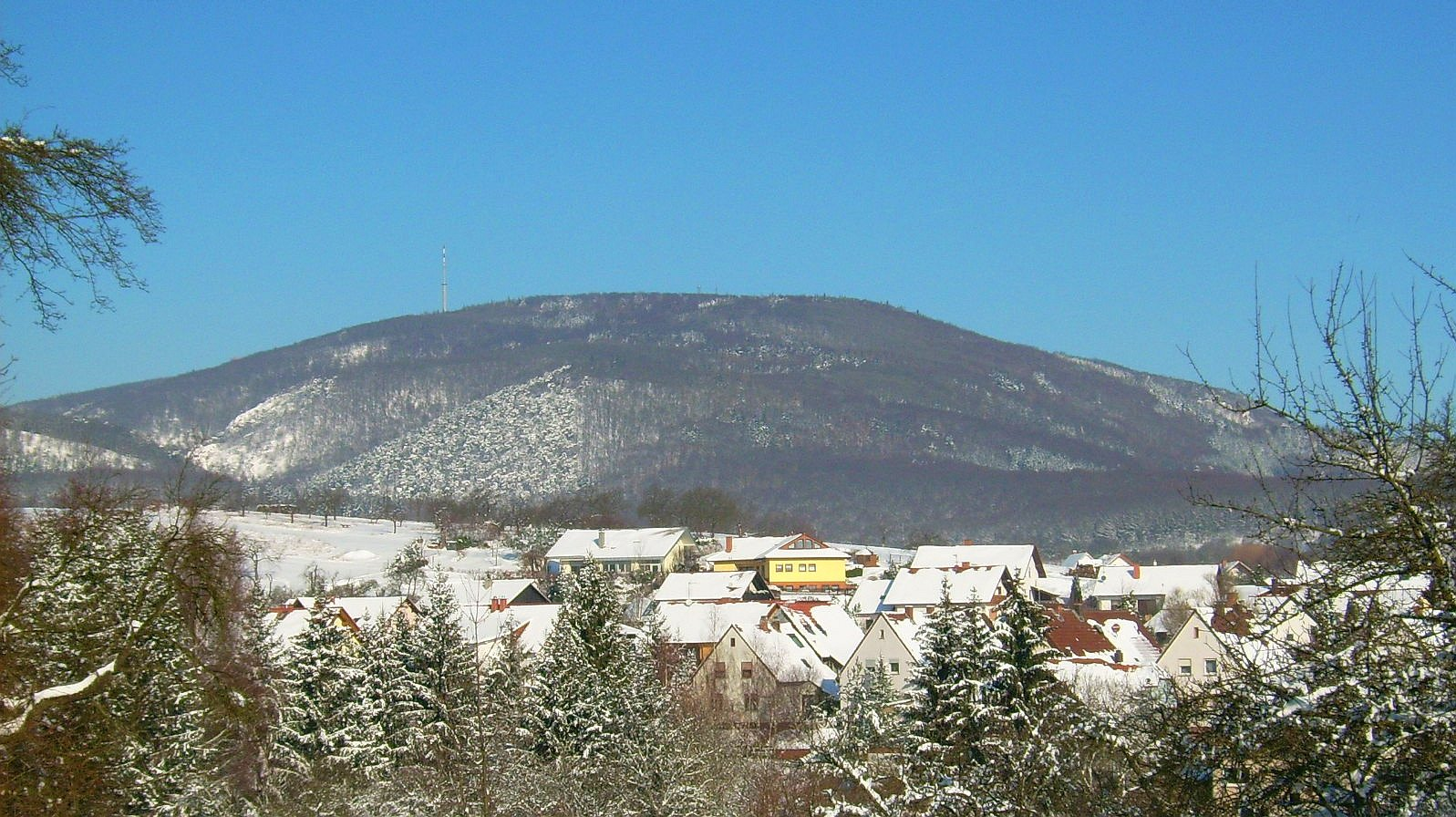
Donnersberg

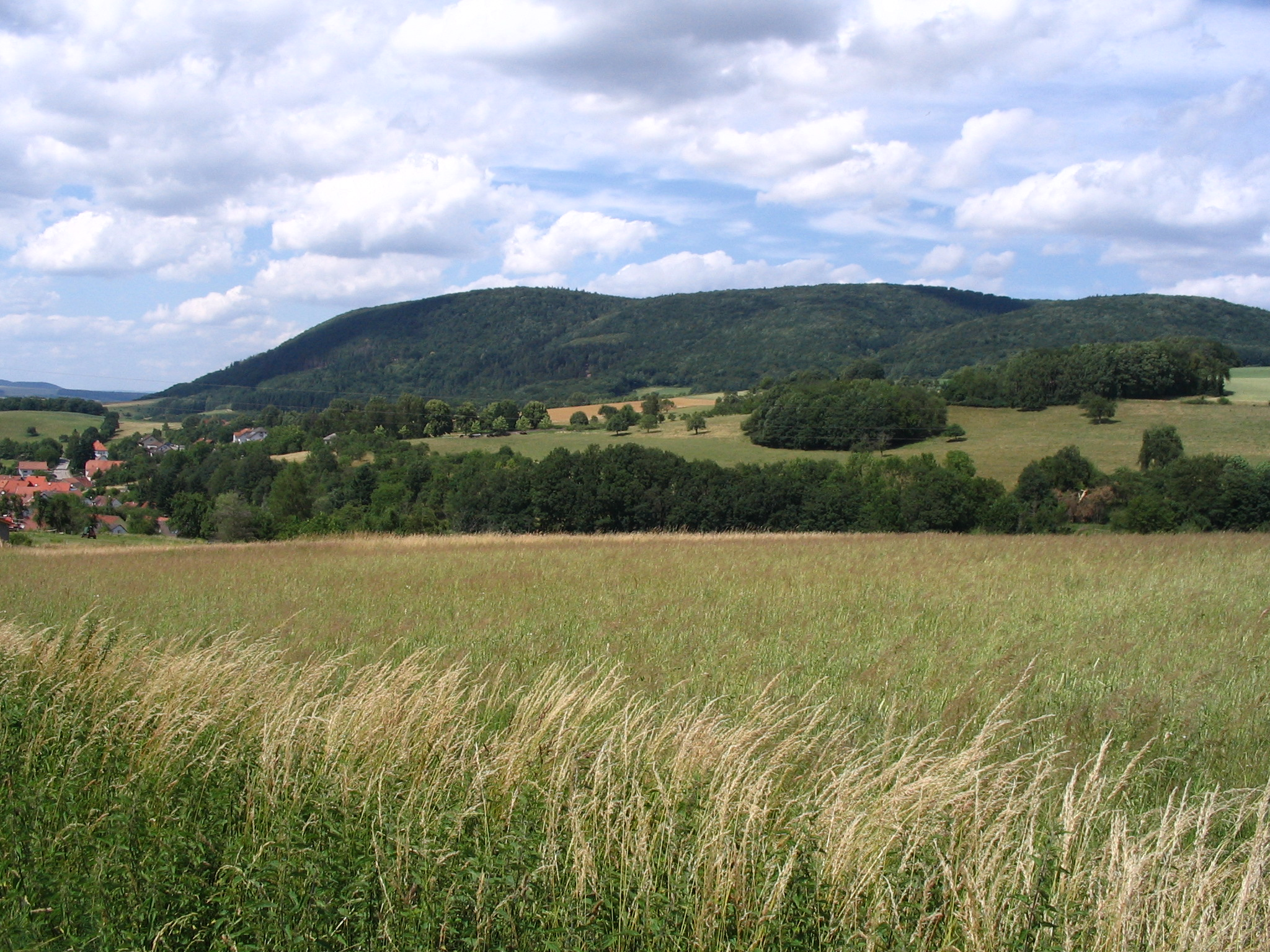
Königsberg

Die Liste von Bergen im Nordpfälzer Bergland enthält eine Auswahl von Bergen, die sich im rheinland-pfälzischen Naturraum Nordpfälzer Bergland (maximal 686,5 m ü. NHN) befinden. Das Nordpfälzer Bergland ist durch zahlreiche Hügel und Täler gekennzeichnet, die dem Landstrich eine stark variierende Höhenlage von rund 200 bis über 600 m verleihen. Der höchste Berg ist der Donnersberg, der mit 686,5 m zugleich die höchste Erhebung der Pfalz darstellt.
Dieser und weitere herausragende Berge sind – sortiert nach Höhe in Meter (m) über Normalhöhennull (NHN), nachstehend der Naturraum (^: Berg ist in der Karte eingezeichnet):
- Donnersberg^ (686,5 m)[1] – Hoher Donnersberg
- Trautzberg^ (603,9 m)[2] – bereits Baumholder Platte (194.11), Prims-Nahe-Bergland
- Füsselberg (595,1 m)[2] – bereits Baumholder Platte (194.11), Prims-Nahe-Bergland
- (namenloser Berg)^ (570,0 m) – Falkensteiner Berge (ostsüdöstlich von Falkenstein)
- Weiselberg^ (569,5 m)[2] – Kuseler Bergland (dort westlicher Randberg)
- Königsberg^ (568,2 m)[3] – Potzberg-Königsberg-Gruppe
- Potzberg^ (562 m)[3] – Potzberg-Königsberg-Gruppe
- Bickberg (auch: Hesselberg; 559,0 m) – Falkensteiner Berge (südöstlich von Falkenstein)
- (namenloser Berg) (546,0 m) – Falkensteiner Berge (nordöstlich von Imsbach; NSG Beutelfels)
- Selberg (545,1 m)[3] – Potzberg-Königsberg-Gruppe
- Herrmannsberg^ (536,4 m)[3] – Potzberg-Königsberg-Gruppe
- Bornberg (520,0 m)[3] – Potzberg-Königsberg-Gruppe
- Höcherberg^ (518 m) – Höcherberg
- Eichelberg (gut 500 m) – Westliche Donnersbergrandhöhen bzw. südwestlicher Bürgerwald (nördlich von Bastenhaus)
- Schlossberg Ruppertsecken (498,5 m) – Westliche Donnersbergrandhöhen bzw. südwestlicher Bürgerwald
- Kresselkopf^ (495,6 m) – Becherbach-Reidenbacher Gründe (südwestliche Nahtstelle zum Obersteiner Winterhauch, 194.10, Prims-Nahe-Bergland; nördlich von Kirchenbollenbach)
- Höfer-Köpfchen (492,3 m) – Westliche Donnersbergrandhöhen bzw. südwestlicher Bürgerwald (westlich von Ober-Gerbacherhof)
- Stahlberg^ (488,6 m) – Lichtenberg-Höhenrücken (äußerster Nordosten davon, südlich von Stahlberg)
- Großer Kahlenberg (am Höfer-Kopf 488,4 m) – Westliche Donnersbergrandhöhen bzw. südwestlicher Bürgerwald (östlich von Unter-Gerbacherhof)
- Schneid (488,1 m) – Westliche Donnersbergrandhöhen (an der südöstlichen Naht zu den Falkensteiner Bergen; nördlich von Falkenstein)
- Bosenberg^ (485 m) – Osterhöhen
- Lichtenberg (auch: Platte, ca. 483 m) – Lichtenberg-Höhenrücken (südöstlich von Schönborn)
- Großer Krehberg^ (481,3 m) – Bürgerwald (nördlich des Donnersbergs und nordöstlich des Großen Kahlenbergs)
- Reiterkopf (am Nordostgipfel 481,0 m, namentlicher Gipfel 479,1 m) – Westliche Donnersbergrandhöhen (an der südöstlichen Naht zu den Falkensteiner Bergen; nordwestlich von Falkenstein)
- Steinberg^ (479,0 m) – Kuseler Bergland (nordwestlich von Albessen, nah der Landesgrenze RP/SL)
- Taubernheide (459,0 m) – Bürgerwald (westlicher Randberg davon, mit Nordostsporn Wasenbacher Höhe nebst NSG; östlich von Gerbach)
- Gerhardsberg (am Westgipfel[4] 462,1 m, Hauptgipfel 457,9 m) – Sien-Lauschieder Höhenrücken (westlicher Randberg zur Baumholder Platte, 194.11, Prims-Nahe-Bergland, 2,6 km südwestlich von Sien)
- Reiserberg^ (460,0 m) – Lichtenberg-Höhenrücken (äußerster Süden davon; westlich von Heiligenmoschel)
- Steinerne Mann^ (460,0 m) – Kuseler Bergland (Nordosten davon, östlich von Oberalben)
- Limbacher Höhe^ (452,7 m) – Becherbach-Reidenbacher Gründe (Nordosten davon, nördlich von Limbach)
- Perlenberg^ (452,4 m)[3][5] – Obere Lauterhöhen (Südosten davon, nordwestlich von Eulenbis)
- Spannagelberg^ (449,7 m) – Obere Lauterhöhen (äußerster Südwesten davon, südlich von Jettenbach)
- Roßberg^ (447,4 m) – Lichtenberg-Höhenrücken (äußerster Nordwesten davon; östlich von Becherbach)
- Niederberg^ (442,5 m) – Kuseler Bergland (Norden davon; südlich gegenüber Burg Lichtenberg, südlich von Thallichtenberg)
- Oderborner Kopf^ (434,7 m) – Sien-Lauschieder Höhenrücken (westlich von Hundsbach)
- Galgenberg (434,0 m) – Obere Lauterhöhen (südlich von Rothselberg)
- Dietelsberg^ (433,0 m) – Kuseler Bergland (östlich des Glan, nördlich von Reuschbach)
- Kuhkopf^ (430,7 m) – Bürgerwald (Osten davon, unmittelbar westlich Kirchheim-Bolandens, Friedwald; 1,5 km westsüdwestlich liegt das NSG Drosselfels-Schwarzfels mit den namensgebenden Felsen)
- Schlößbüsch^ (427,9 m) – Potzberg-Königsberg-Gruppe (äußerster Osten davon, westlich von Wörsbach)
- Stich^ (425,6 m) – Becherbach-Reidenbacher Gründe (östlich von Bärenbach)
- Lemberg^ (422 m) – Lemberg-Hochfläche (mit NSG Lemberg)
- Steinberg^ (am Schnepfenrech 417 m, Hauptgipfel Kahlenberg 406 m) – Brücken-Steinbacher Karboninsel (südlich von Steinbach am Glan)
- Küppchen^ (417,6 m) – Becherbach-Reidenbacher Gründe (Nordnordostsporn der Limbacher Höhe zum Rand der Sobernheimer Talweitung; nördlich von Kirschroth)
- Lichtenberg (416,8 m) – Kuseler Bergland (dort im Norden; mit Burg Lichtenberg auf dem 393,5 m hohen Südwestsporn; südwestlich von Körborn)
- Mühlberg (413,4 m) – Bürgerwald (an der südlichen Naht zu den Dannenfelser Randhügeln, nördlich von Dannenfels)
- Wartekopf (Brückenberg; 403,0 m) – Kuseler Bergland (äußerster Nordosten davon, westlich von Ulmet; NSG)
- Ringberg (gut 400 m)[3] – Sien-Lauschieder Höhenrücken (dort südöstlicher Randberg, nordwestlich von Schweinschied; mit NSG Ringberg am Südhang)
- Albertskreuz (399,3 m) – Bürgerwald (westlich von Kirchheimbolanden-Haide, NSG)
- Atzelsberg (387,3 m) – Meisenheimer Höhen (nordwestlicher Randberg, nordwestlich von Langweiler; NSG Atzels-Berg und Brecher-Berg)
- (Südwest-Plateau)^ (389,2 m)[3] – Lemberg-Hochfläche (südöstlich von Odernheim)
- Gauskopf^ (386,1 m) – Becherbach-Reidenbacher Gründe (nördlicher Randberg davon vor der Nahe südlich von Kirn)
- (Südost-Plateau)^ (385,8 m)[3] – Lemberg-Hochfläche (westlich von Hallgarten)
- Lettweiler Höhe^ (380,4 m) – Moschelhöhen (Norden davon, südlich von Lettweiler)
- Steinwald (370,4 m) – Kaiserstraßensenke (Bewaldung am Übergang zu den Fannenfelser Randhügeln; nordwestlich von Röderhof)
- Langdell (369,8 m) – Dannenfelser Randhügel (Bewaldung am Übergang zur Kaiserstraßensenke; südöstlich von Hahnweilerhof)
- Bauwald^ (369,5 m) – Meisenheimer Höhen (Ostsegment, rechts des Jeckenbachs; ostsüdöstlich von Löllbach)
- Remigiusberg^ (368 m) – Potzberg-Königsberg-Gruppe (äußerster Westen davon, an der Naht zum Kuseler Bergland; westlicher Randgrat des Glantals, südöstlich von Haschbach)
- Eichhübel (366,2 m) – Kaiserstraßensenke (südöstlich von Imsbach)
- Hellberg^ (365,4 m) – Becherbach-Reidenbacher Gründe (nördlicher Randberg davon vor der Nahe östlich von Kirn)
- Brecheberg (362,9 m) – Meisenheimer Höhen (nordöstlich von Langweiler; NSG Atzels-Berg und Brecher-Berg)
- Kappelberg^ (358 m) – Bürgerwald (äußerster Nordosten davon)
- Spannagel^ (356,8 m) – Appelhöhen (östlich von Alsenz, mit NSG Langhöll-Falkenberg an der Südwestflanke)
- Schwarzer Hübel^ (348,3 m) – Appelhöhen (rechts des Appelbachs, südwestlich von Mörsfeld)
- Lauschieder Höhe (346,2 m)[3][6] – Sien-Lauschieder Höhenrücken (nordwestlich von Hühnerhof)
- Reilsberg (345,3 m) – Wiesener Randhöhen (südwestlich von Nieder-Wiesen)
- Schloßberg (338,5 m) – Meisenheimer Höhen (dort Süden des Ostsegments; nördlich von Grumbach)
- Stolzenberg (338,2 m) – Appelhöhen (östlich gegenüber von Bayerfeld; NSG)
- Schloßberg^ (336,2 m) – Rheingrafensteiner Hochfläche (östlich von Altenbamberg)
- Monzenfelder Hübel (331,8 m) – Wiesener Randhöhen (südlich von Mörsfeld)
- Oberwieser Höhe (331,7 m) – Meisenheimer Höhen (Süden des Nordsegmentes davon, links des Jeckenbachs, nordöstlich von Jeckenbach)
- Moschellandsberg (331,4 m) – Moschelhöhen (rechts der Moschel, unmittelbar südöstlich von Obermoschel)
- Rotenfels^ (327 m) – Kreuznacher Hardt (mit NSG)
- Gans (321,7 m) – Rheingrafensteiner Hochfläche (östlich gegenüber von Bad Münster, mit NSG Gans und Rheingrafenstein)
- Eichelberg^ (320,3 m) – Neubamberger Riegel (nordöstlich von Fürfeld)
- Hoher Scharlenberg (320,0 m) – Dannenfelser Randhügel (Nordostteil, mit waldlichem Anschluss an den Bürgerwald; nördlich von Bennhausen)
- Felsenberg^ (304,6 m) – Schlossböckelheimer Heide (südöstlich von Schloßböckelheim)
- Harsten (303,3 m) – Schlossböckelheimer Heide (westlich von Niederhausen)
- Heimberg (302,7 m) – Schlossböckelheimer Heide (westlich von Schloßböckelheim, AT)
- Kyrburg (ca. 300 m) – Kirner Nahetal (westlich von Kirn; Burg)
- Ahrenberg^ (292 m)[3] – Wiesener Randhöhen
- Haidberg (290,8 m) – Rheingrafensteiner Hochfläche (südöstlich gegenüber von Bad Münster, mit NSG Gans und Rheingrafenstein)
- Rotenberg (281,5 m) – Untere Lauterhöhen
- Schloßberg (243 m) – Kirner Nahetal (Nordwesten von Bärenbach; Burg Naumburg)